# Министерство на културата на България
Министерството на културата (МК) е българска държавна институция с ранг на министерство, която се оглавява от политическо лице, член на правителството на Народна република България (1954 – 1957) и Република България (от 1990). Ведомството ръководи и координира културните обекти на територията на страната и провежда нейната културна политика.
Под негова юрисдикция са паметниците на културата, музеите, историческите забележителности, театрите, операта, балетът, някои средни училища с национално значение, като Национално училище за музикално и танцово изкуство /НУМТИ/ „Добрин Петков“, Национално училище по изкуствата „Добри Христов“ във Варна, Национално училище за фолклорни изкуства „Филип Кутев“ в Котел, Национално училище за фолклорни изкуства „Широка лъка“ в Широка лъка и други. Министерството осъществява международното сътрудничество в областта на културата, издава лицензи за защита на авторското и сродните му права, контролира българските културни институти в чужбина, ръководи и Националния дарителски фонд „13 века България“.

## История
Министерството на културата води началото си от основаната през 1941 година Дирекция на националната пропаганда. Тя е създадена като извънредна мярка за времето на Втората световна война и има за цел да координира работата на цензурата и да ръководи държавната пропаганда във военновременните условия. Дирекцията е пряко подчинена на Министерския съвет, като за нейното политическо ръководство в различни периоди отговаря министър-председателят, министърът на вътрешните работи и народното здраве или министърът на правосъдието.
След Деветосептемврийския преврат от 1944 година Дирекцията на националната пропаганда получава ранг на министерство. В условията на налагащия се тоталитарен режим тя продължава да функционира и след края на войната – като Министерство на пропагандата (1944 – 1945), Министерство на информацията и изкуствата (1945 – 1947), Комитет за наука, изкуство и култура (1947 – 1954), Министерство на културата (1954 – 1957).
През този период Министерството на пропагандата се превръща в едно от ключовите ведомства на тоталитарния режим, обединявайки множество самостоятелни в миналото организации и ведомства. Негови централни структури са отговорните за средствата за масова информация Дирекция „Печат и пропаганда“ и Дирекция „Радиоразпръскване“, които непосредствено след преврата са поставени под прекия контрол на Българската комунистическа партия. На Дирекция на народната култура е възложено финансирането на културните дейности и интегрирането на културните организации в структурата на тоталитарния режим.
През 1957 г. в едно министерство са обединени просветата и културата. През 1963 г. е създаден Комитет за култура и изкуство с ранг на министерство, който през 1966 г. е преименуван в Комитет за изкуство и култура, а през 1977 – в Комитет за култура. На 16 февруари 1990 г. е създадено Министерство на културата, което в периода януари – юни 1993 г. отново е обединено в Министерство на образованието, науката и културата. С Постановление на МС от 19 юли 1993 г. Министерството на културата е обособено като самостоятелна институция.
През годините на прехода структурата на министерството се променя многократно. То се ръководи от министър с помощта на двама заместник-министри и главен секретар; помощен консултативен орган на Министъра е Колегиумът на министерството. През февруари 2005 г. МК е преструктурирано в Министерство на културата и туризма.
С решение на Народното събрание от 16 август 2005 г. министерството отново е Министерство на културата.

## Структура
Към 01.10. 2015 г. министерството има следната структура:
- Министър на културата
- Политически кабинет – включва заместник-министрите, началника на кабинета, парламентарния секретар и директора на дирекция „Връзки с обществеността и протокол“, съветници на министъра.
- Парламентарен секретар
- Главен секретар
- Инспекторат
- Звено за вътрешен одит
- Служител по сигурността на информацията
- Финансов контрольор
- Обща администрация, организирана в 4 дирекции:

1. дирекция „Административно обслужване и човешки ресурси“;
2. дирекция „Връзки с обществеността и протокол“;
3. дирекция „Бюджет и финансово-счетоводни дейности“;
4. дирекция "Управление на собствеността.
- Специализирана администрация организирана в една главна дирекция и 6 дирекции:

1. Главна дирекция „Инспекторат за опазване на културното наследство“;
2. дирекция „Културно наследство, музеи и изобразителни изкуства“;
3. дирекция „Правно обслужване и обществени поръчки“;
4. дирекция „Европейски програми и проекти“;
5. дирекция „Международни и регионални дейности“;
6. дирекция „Сценични изкуства и художествено образование“;
7. дирекция "Авторско право и сродните му права
През ноември 2000 г. започва да функционира и Национален фонд "Култура", създаден чрез Закона за закрила и развитие на културата  и пряко свързан с министъра на културата.
Чл. 24. (1) Създава се Национален фонд "Култура".
(2) Националният фонд "Култура" е юридическо лице на бюджетна издръжка към министъра на културата.
(3) Фондът подпомага развитието на културата, като набира, управлява и разходва средства, предназначени за провеждане на националната политика в областта на културата.
(5)  Министерството на културата осигурява условия за дейността на фонда.